# Caserme Rosse
Le Caserme Rosse furono un campo di concentramento nazista, attivo a Bologna dall'8 settembre 1943 al 12 ottobre 1944. Il sito fungeva da campo di raccolta e smistamento, inizialmente per militari italiani e in seguito per civili italiani rastrellati, partigiani e sacerdoti arrestati con i civili.
La sua posizione, nelle immediate vicinanze della linea ferroviaria di cintura di Bologna, permetteva un facile smistamento dei prigionieri verso le principali destinazioni.
Nel solo periodo tra maggio e settembre 1944, le Caserme Rosse videro il transito di non meno di 35 000 civili. Non sono noti, invece, i dati numerici complessivi riguardanti i militari. La visita medica condotta presso le Caserme Rosse era decisiva per valutare l'assegnazione di ciascun prigioniero al lavoro nel Reich (spesso nei lager, da cui pochi prigionieri fecero ritorno) o sul fronte italiano, a servizio dell'Organizzazione Todt e della Wehrmacht.

## Storia
Il campo di concentramento si insediò il 9 settembre 1943, quando i militari tedeschi occuparono la struttura, sino a quel momento adibita a Scuola Allievi Ufficiali.
Il campo ospitò, tra gli altri, circa duemila Carabinieri in servizio a Roma e nel Lazio, disarmati il 7 ottobre 1943 in seguito all'arresto di Mussolini e al rifiuto di partecipare al rastrellamento del Ghetto ebraico di Roma, e quindi condotti a Caserme Rosse, prima di essere deportati verso la Germania.
Le attività del campo cessarono il 12 ottobre 1944, quando gli Alleati diressero un bombardamento aereo sulla struttura, con una missione dedicata. Uno stormo di quadrimotori del 450 Bomb Group dell'aeronautica statunitense sganciò sulle Caserme Rosse 750 bombe a frammentazione da 100 libbre (43,5 kg) ciascuna, provocando numerosi morti e feriti e distruggendo quasi completamente le Caserme.
Le Caserme Rosse sono oggi un parco pubblico, sito in via di Corticella 147. L'unica caserma superstite è oggi un edificio comunale polivalente, adibito a bocciofila, scuola materna, centro diurno per disabili e sede di diverse associazioni.